# Cunard Ambassador
Pour les articles homonymes, voir Cunard.
Le Cunard Ambassador  est un navire de croisière construit en 1972 par les chantiers Rotterdamsche Droogdok Maatschappij de Rotterdam pour la compagnie Cunard Line. Après avoir été endommagé par un incendie en septembre 1974, il est vendu à la compagnie C. Clausen D/S A/S, København  qui le transforme en navire bétailler sous le nom de Linda Clausen. Après avoir changé de nom et de propriétaires, il est vendu au chantier de démolition de Kaohsiung après un incendie à bord le 3 juillet 1983.

## Histoire
Le Cunard Ambassador est un navire de croisière construit en 1972 par les chantiers Rotterdamsche Droogdok Maatschappij de Rotterdam pour la compagnie Cunard Line. Après avoir été endommagé par un incendie en septembre 1974, il est vendu à la compagnie C. Clausen D/S A/S, København  qui le transforme en navire bétailler sous le nom de Linda Clausen. Après avoir changé de nom et de propriétaires, il est vendu au chantier de démolition de Kaohsiung après un incendie à bord le 3 juillet 1983.

## Sources
- (en) Cet article est partiellement ou en totalité issu de l’article de Wikipédia en anglais intitulé « MV Cunard Ambassador » (voir la liste des auteurs).